# سيمون كولينة
سيمون كولينة (بالإسبانية: Simón Colina)‏ هو لاعب كرة قدم إسباني في مركز الوسط، ولد في 7 فبراير 1995 في برشلونة في إسبانيا. لعب مع نادي بارتيك ثيسل ونيا سلاميس فاماغوستا.

## وصلات خارجية
- سيمون كولينة على موقع قاعدة بيانات كرة القدم.إي يو (الإنجليزية)
- سيمون كولينة على موقع Soccerway.com (الإنجليزية)